# Coldwater (Ohio)
Coldwater és una població dels Estats Units a l'estat d'Ohio. Segons el cens del 2000 tenia 4.482 habitants.

## Demografia
Segons el cens del 2000, Coldwater tenia 4.482 habitants, 1.636 habitatges, i 1.189 famílies. La densitat de població era de 874 habitants per km².
Dels 1.636 habitatges en un 38,1% hi vivien nens de menys de 18 anys, en un 63,6% hi vivien parelles casades, en un 7,2% dones solteres, i en un 27,3% no eren unitats familiars. En el 25,4% dels habitatges hi vivien persones soles l'11,6% de les quals corresponia a persones de 65 anys o més que vivien soles. El nombre mitjà de persones vivint en cada habitatge era de 2,67 i el nombre mitjà de persones que vivien en cada família era de 3,24.
Per edats la població es repartia de la següent manera: un 29,9% tenia menys de 18 anys, un 7,2% entre 18 i 24, un 28% entre 25 i 44, un 18,7% de 45 a 60 i un 16,2% 65 anys o més.
L'edat mediana era de 36 anys. Per cada 100 dones de 18 o més anys hi havia 88,6 homes.
La renda mediana per habitatge era de 43.382 $ i la renda mediana per família de 51.076 $. Els homes tenien una renda mediana de 37.055 $ mentre que les dones 22.401 $. La renda per capita de la població era de 18.583 $. Aproximadament el 4,2% de les famílies i el 5,4% de la població estaven per davall del llindar de pobresa.

## Poblacions més properes
El següent diagrama mostra les poblacions més properes.